# Землекоп бразильський
Землекоп бразильський (Geositta poeciloptera) — вид горобцеподібних птахів родини горнерових (Furnariidae). Мешкає в Південній Америці.

## Опис

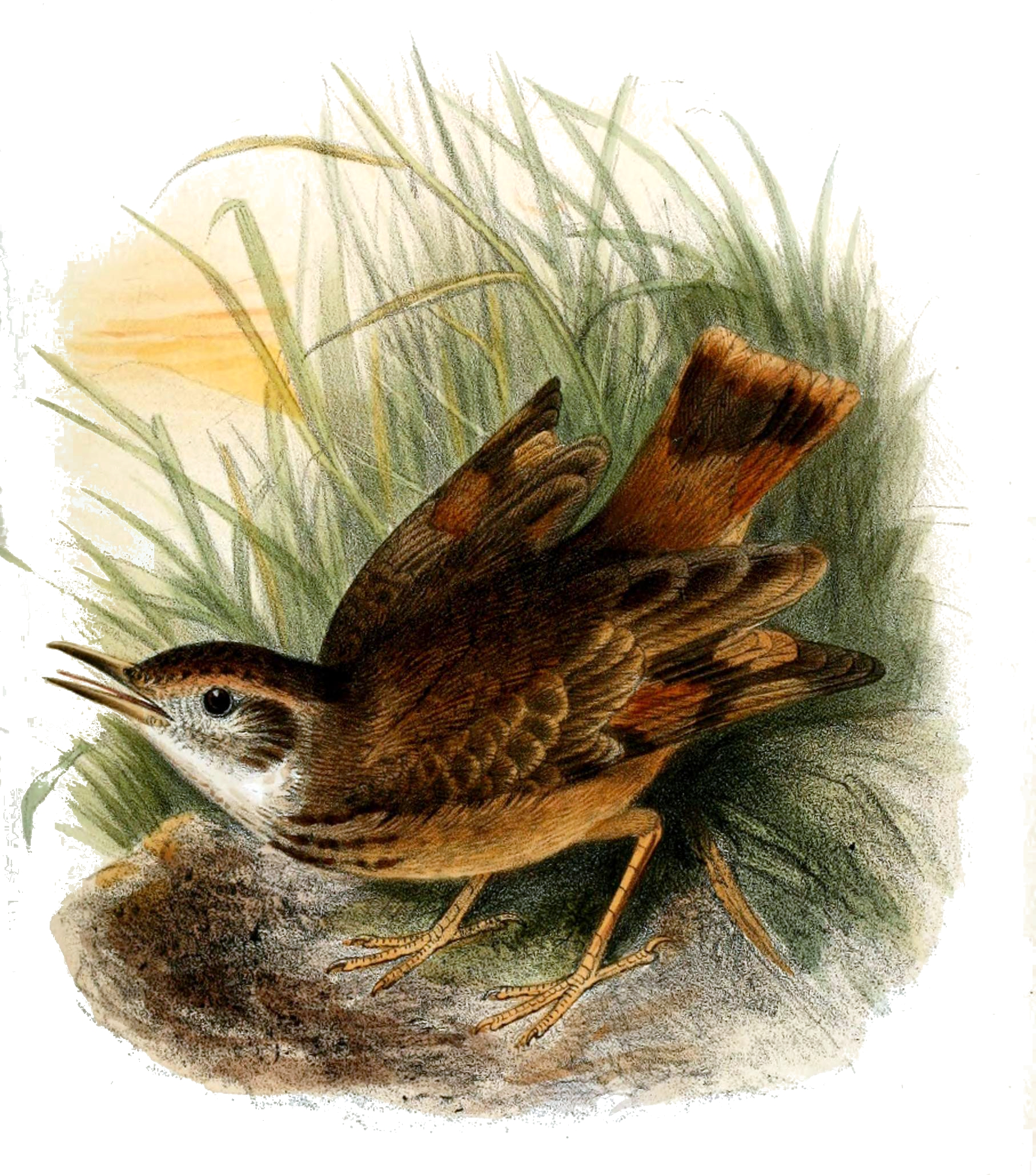
Бразильський землекоп

Довжина птаха становить 11-12 см, вага 17-19 г. Верхня частина тіла коричнева, над очима тонкі білі "брови". Крила темні, махові пера руді, помітні в польоті. Хвіст короткий, рудий з широкою чорною смугою. Горло біле, нижня частина тіла поцяткована темними плямками.

## Поширення і екологія
Бразильські землекопи мешкають на півдні центральної Бразилії (від центрального Мату-Гросу і Гоясу до центрального Мінас-Жерайсу) та на сході Болівії (Національний парк Ноель Кемпф Меркадо на північному сході Санта-Крусу). В Сан-Паулу вид вважається вимерлим. У 1938 році бразильського землекопа спостерігали в Парагваї.
Бразильські землекопи живуть на відкритих рівнинах в саванах серрадо, на полях і пасовищах. Віддають перевагу місцевостям, де нещодовно трапилися пожежі. Зустрічаються на висоті від 500 до 1250 м над рівнем моря. Гніздяться в гніздах з сухої трави, які розміщують в норах, зокрема в покинутих норах броненосців.

## Збереження
МСОП класифікує цей вид як вразливий. Бразильським землекопам загрожує знищення природного середовища.